# Kathedrale von Almería

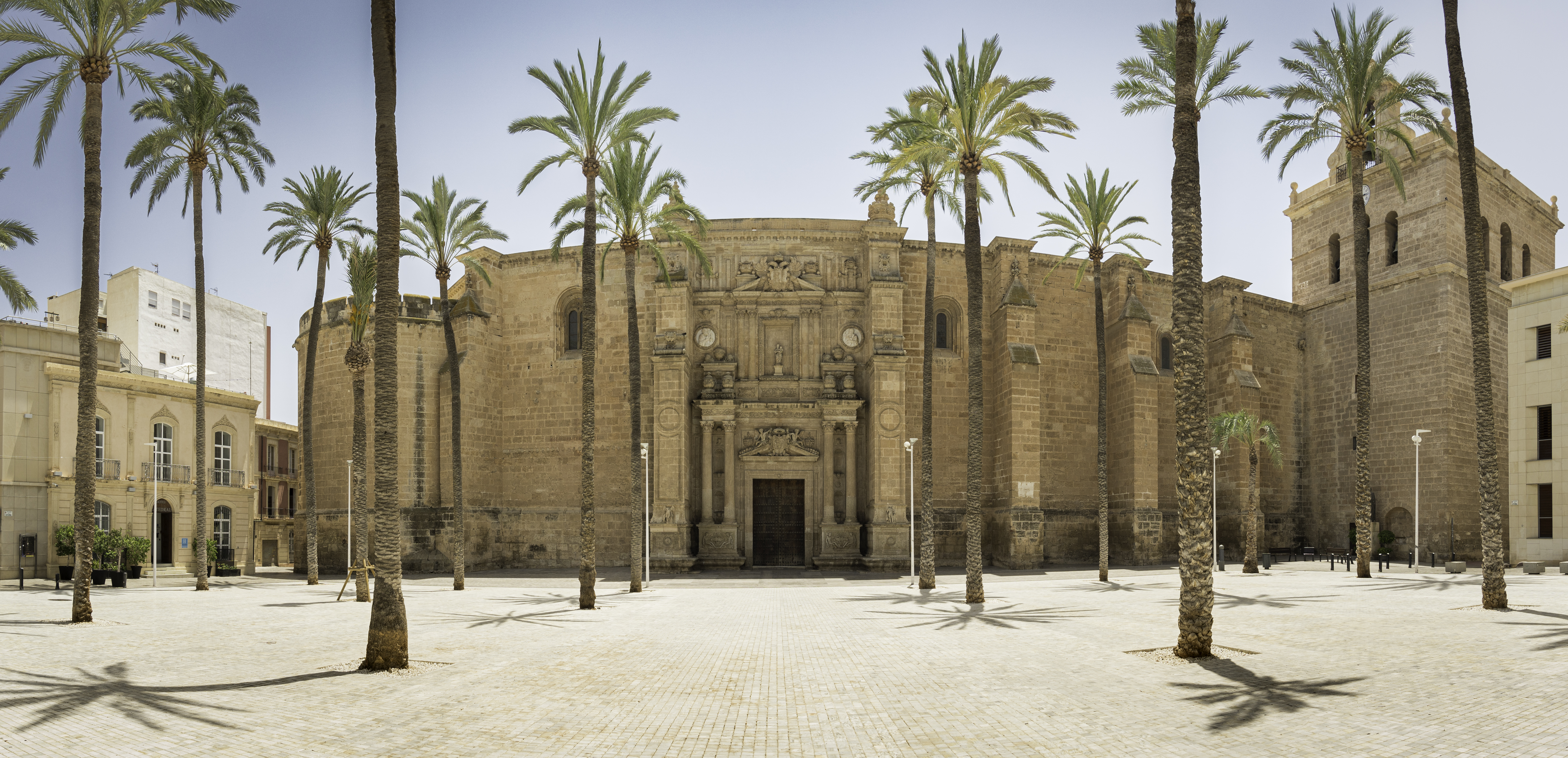
Kathedrale von Almería

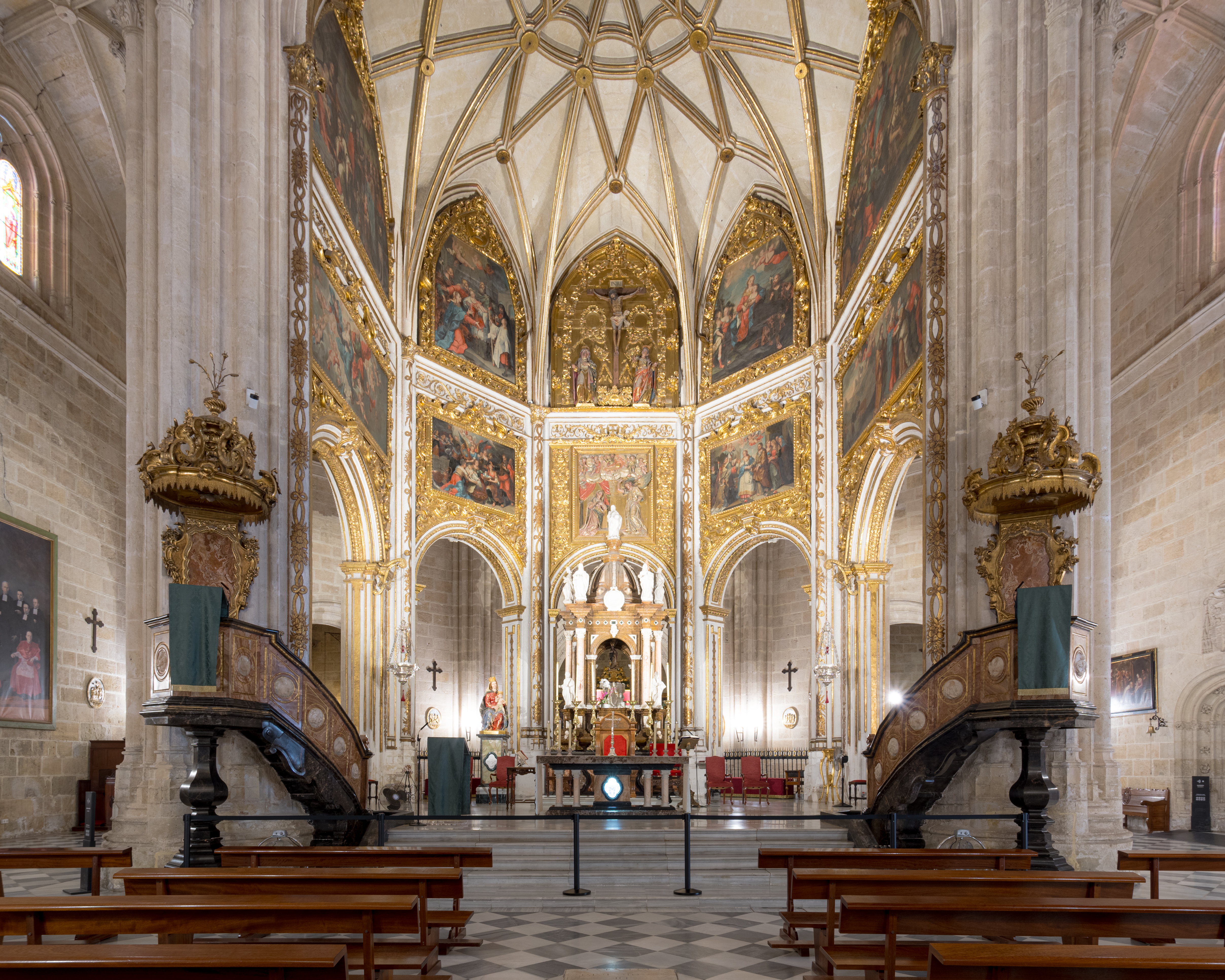
Langhaus und Chor

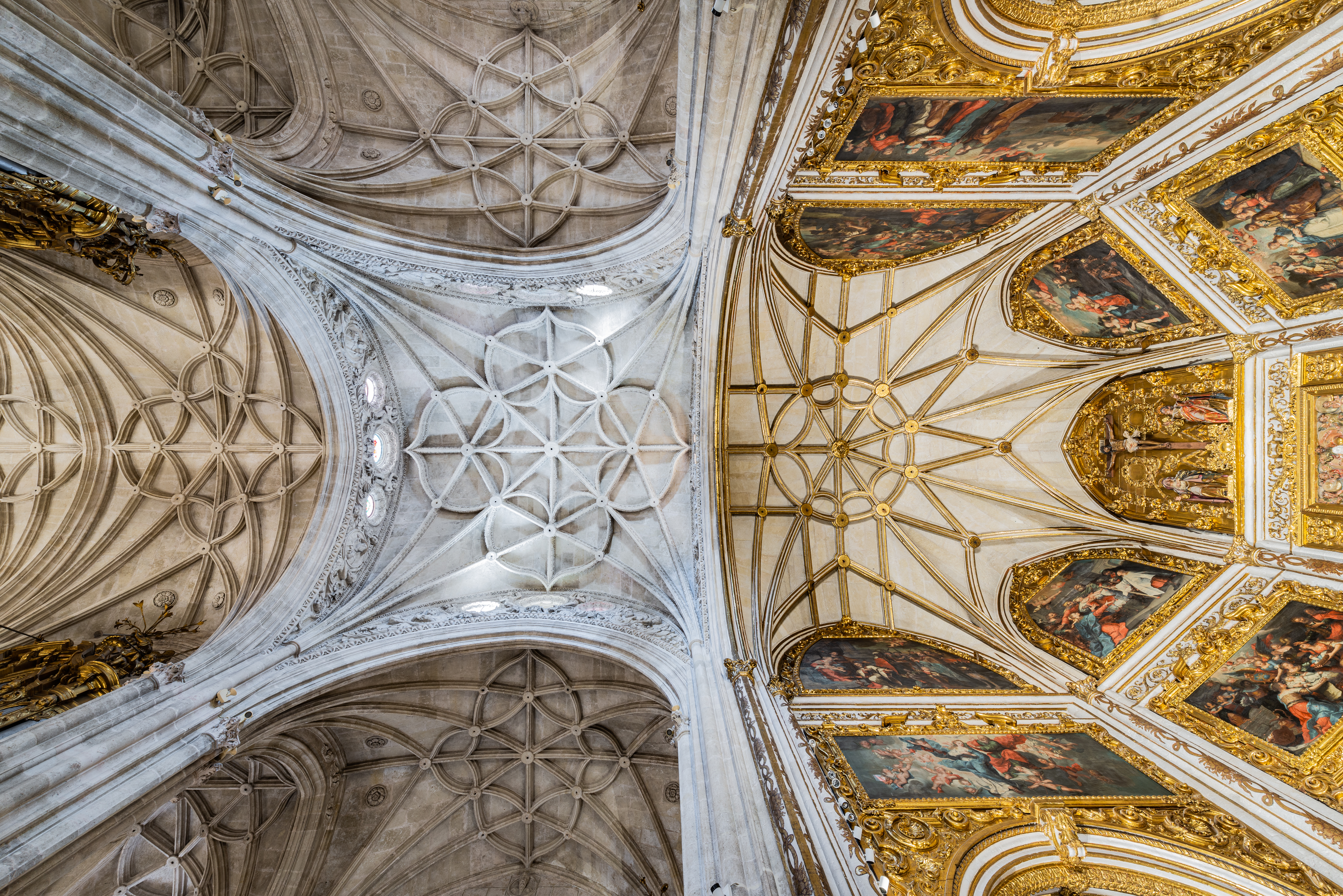
Gewölbe

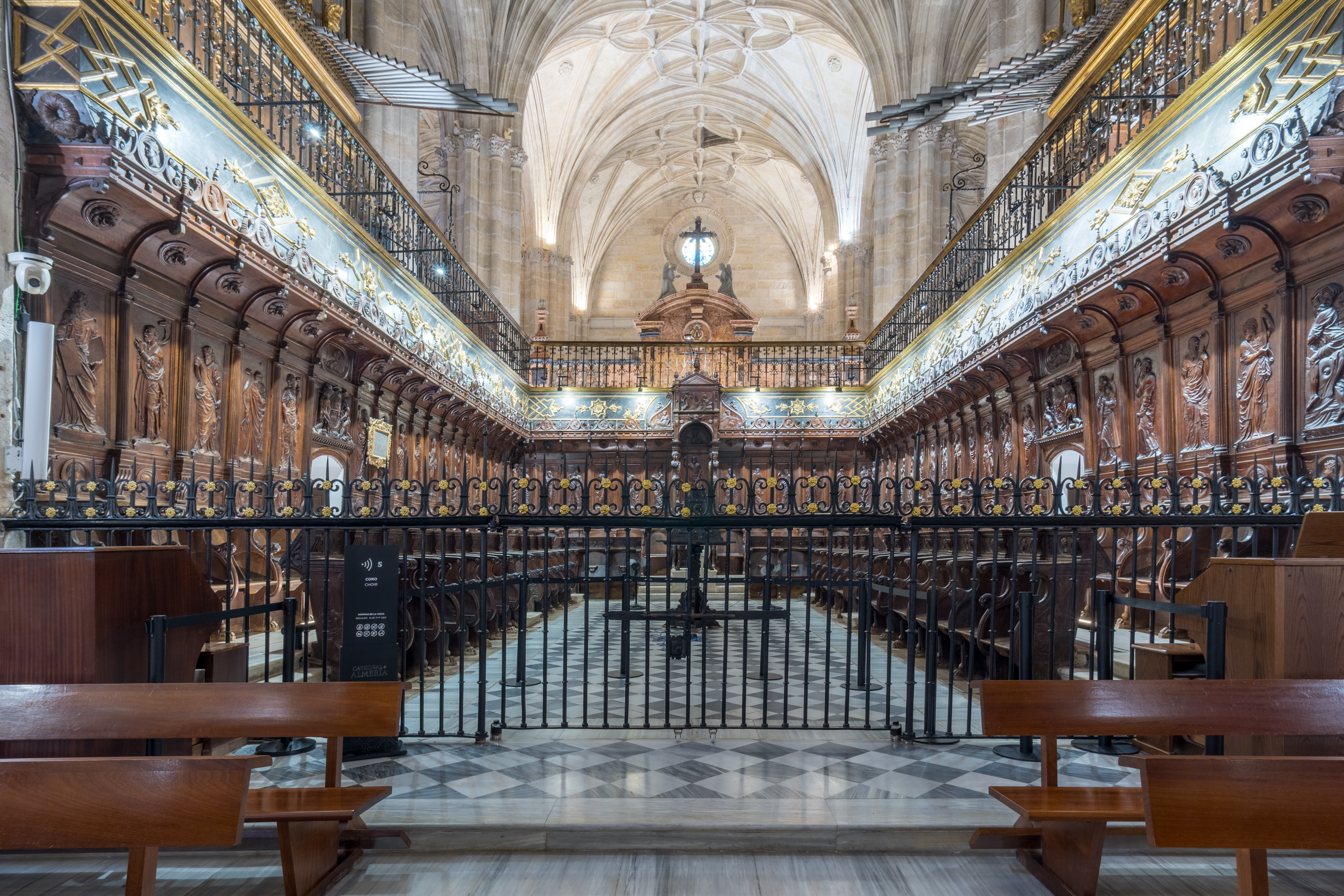
Chorgestühl (sillería)

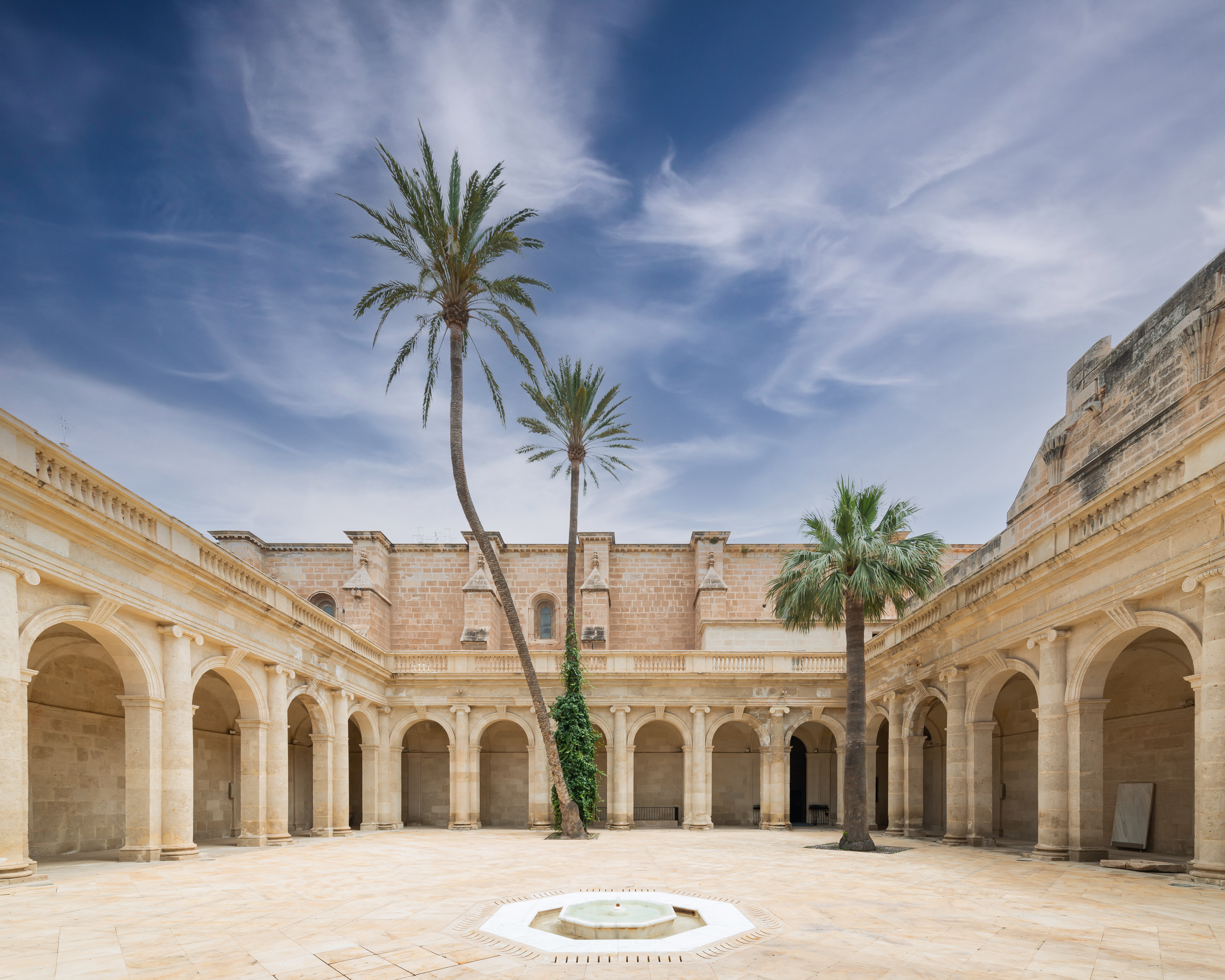
Kreuzgang (claustro)

Die Kathedrale von Almería (spanisch Catedral de la Encarnación de Almería) ist die Bischofskirche des römisch-katholischen Bistums Almería in der andalusischen Küstenstadt Almería.

## Lage
Die etwa 200.000 Einwohner zählende Großstadt Almería liegt im Südosten Andalusiens etwa 205 km (Fahrtstrecke) östlich von Málaga bzw. ca. 150 km südöstlich von Granada. Die Kathedrale befindet sich im Zentrum der Altstadt etwa 1 km vom alten Hafen entfernt.

## Geschichte
Bei einem Erdbeben des Jahres 1522 wurde die Vorgängerkirche, die an der Stelle der Hauptmoschee (Mezquíta Mayor) errichtet worden war, zerstört. Der heutige Kirchenbau wurde von Bischof Diego Fernández de Villalán (amt. 1523–1556) in Auftrag gegeben. Der Architekt war zunächst der in Granada ansässige Diego de Siloé († 1563), der zwei Jahre nach seinem Tod durch Juan de Orea († 1580) ersetzt wurde. Doch auch im 17. Jahrhundert dauerten die Arbeiten an den Kapellen und am Glockenturm (campanario) noch an. Im frühen 19. Jahrhundert wurden einige Veränderungen vorgenommen. Der Kirchenbau überstand den Bürgerkrieg der Jahre 1936–1939 weitgehend unbeschadet; lediglich einige hölzerne Statuen wurden verbrannt.

## Architektur
Die Architektur der Kathedrale enthält Stilelemente der Spätgotik, der Renaissance und des Klassizismus.

### Außenbau
Der schmucklose und durch zahlreiche Strebepfeiler stabilisierte Außenbau ist nur etwa 8 m hoch und hat nur ein (heute klassizistisches) Portal auf der Nordseite, wodurch ein insgesamt wehrhafter Charakter deutlich wird, der mit der ständigen Bedrohung durch nordafrikanische Piraten (siehe Barbareskenstaat) zu erklären ist.

### Inneres
Der etwa 80 m lange und maximal ca. 12 m hohe Innenraum ist dreischiffig; das Mittelschiff ist jedoch durch einen „Binnenchor“ (siehe Coro und Trascoro) deutlich verkürzt. Dieser enthält ein beachtliches Chorgestühl (sillería) mit zwei Orgeln aus dem 18. Jahrhundert. Alle drei Schiffe (naves) werden von Sterngewölben überspannt.

### Kreuzgang
Der auf der Südseite befindliche klassizistische Kreuzgang (claustro) der Kathedrale stammt ebenfalls aus dem 18. Jahrhundert.

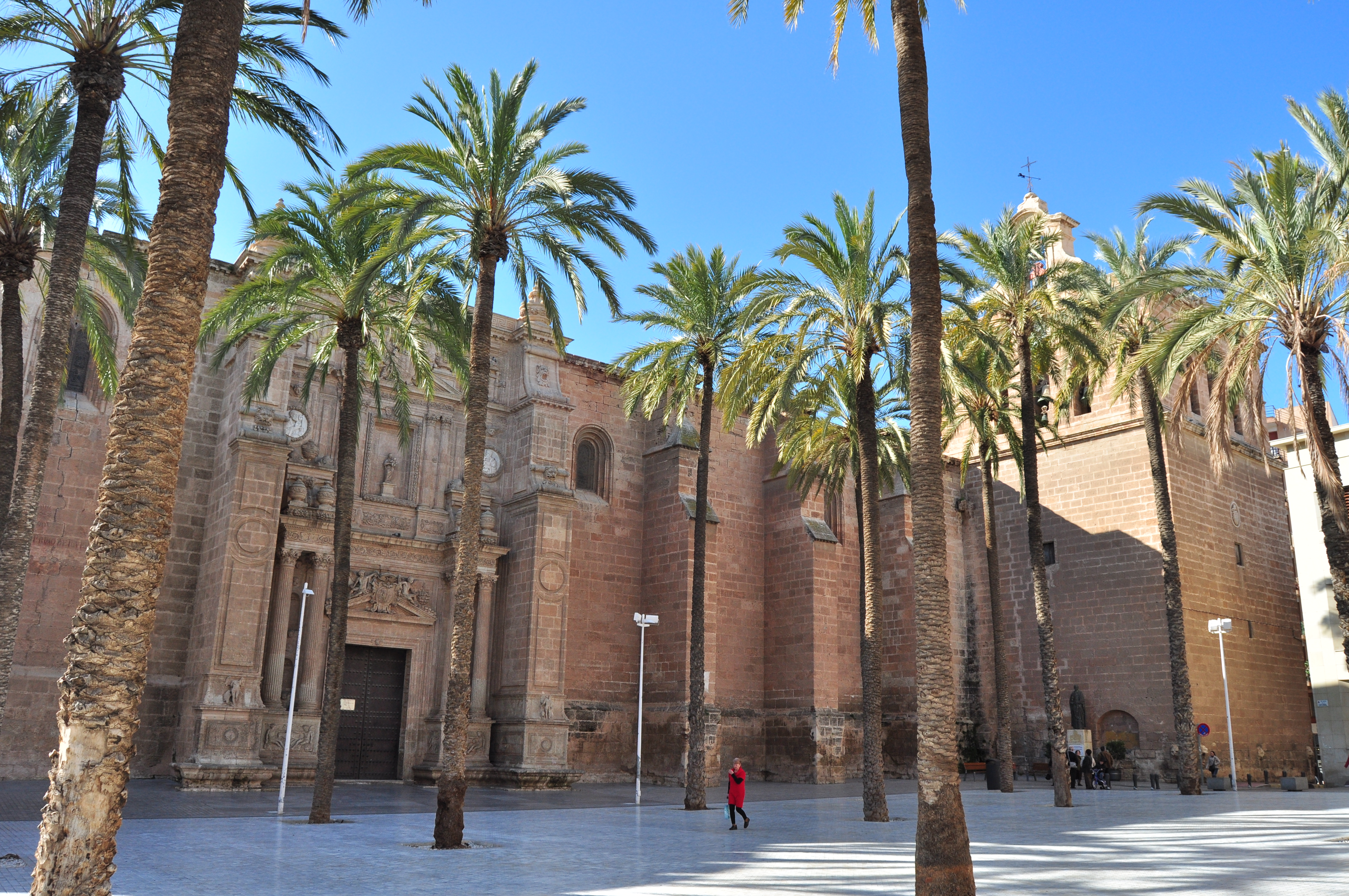
Nordseite der Kathedrale
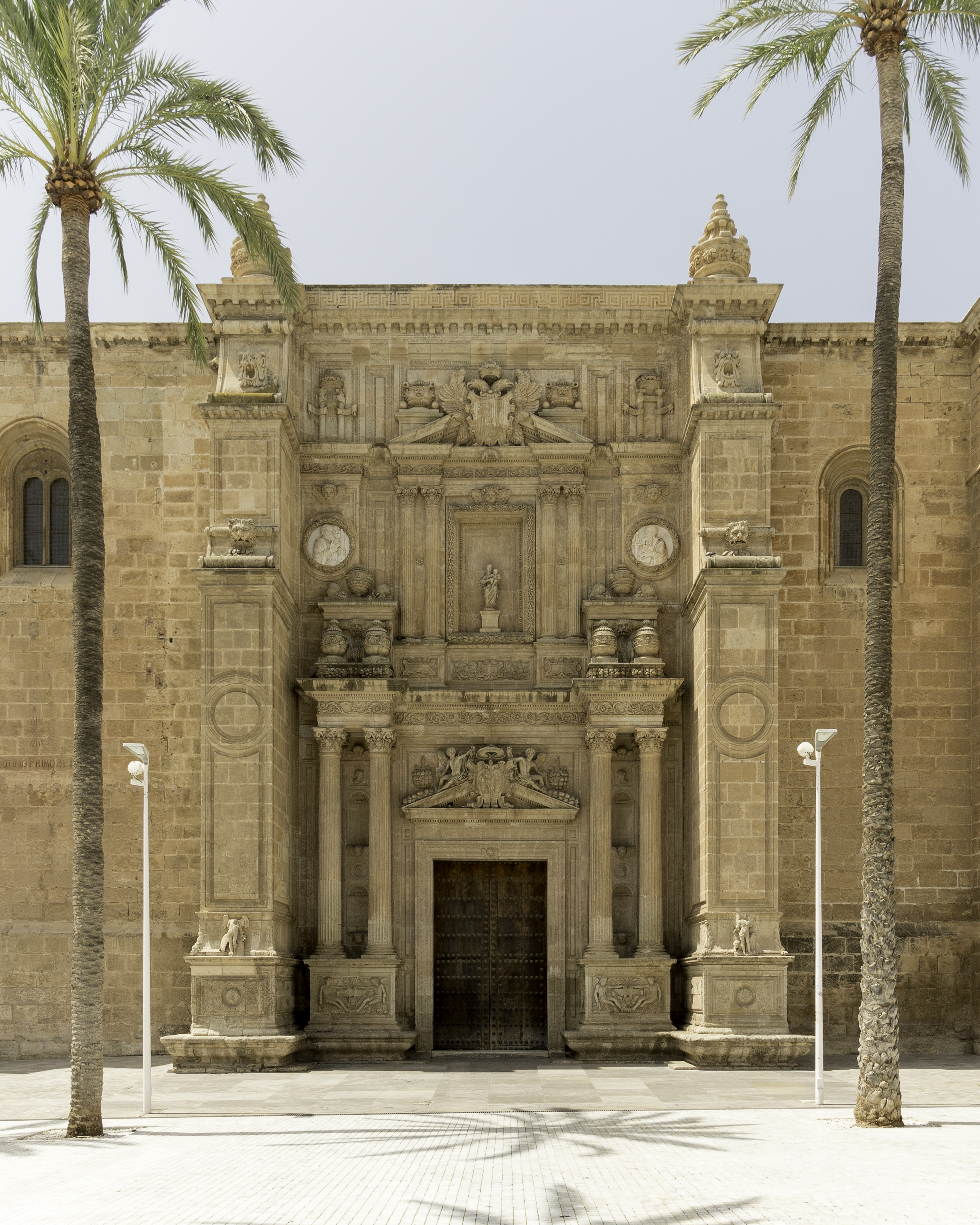
Portal
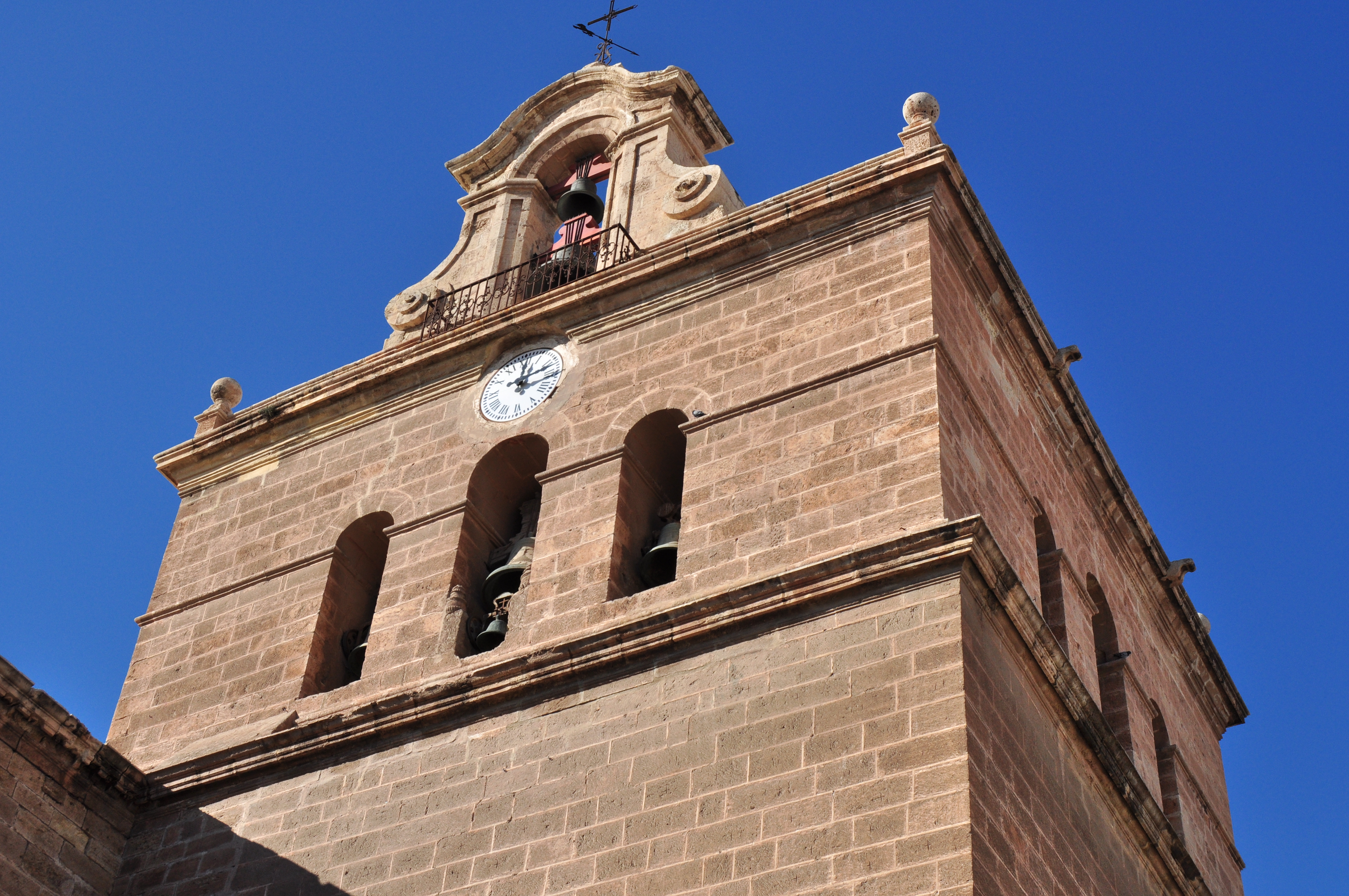
Glockenturm
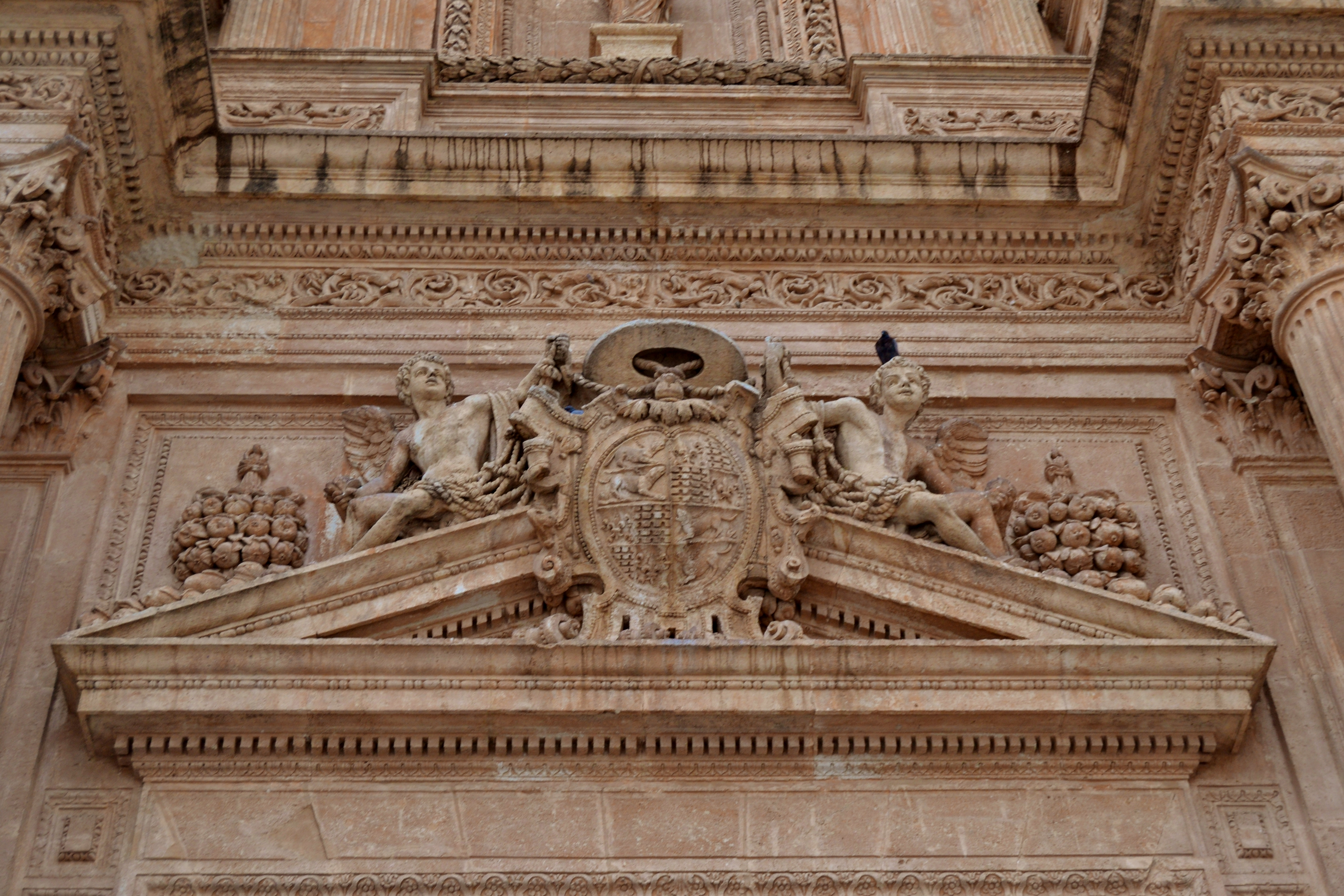
Portalgiebel